# 패볼러스
패볼러스(Fabolous, 본명: John Jackson, 1977년 11월 18일 ~ )는 미국의 힙합 가수이다. 뉴욕 브루클린에서 성장했다. 이스트 사이드 힙합과 사우스 사이드 힙합을 동시에 보여준 랩가수이며, 2001년 《Ghetto Fabolous》로 데뷔했다.

## 데뷔
그는 뉴욕에서 자라왔으며, 1998년 락커펠라 레코드의 맴피스 블릭과 디제이 클루를 알게 된다. 그 후 디제이 클루 믹스테잎에 종종 참여해 인지도를 높여간다.

## 현재
그는 스위즈 비츠, 네이트 독, 저메인 듀프리, 영 지지, 니요, 팀바랜드, 넵튠스, 퍼프 대디, 티-페인, 제이 지, 미시 앨리엇 등과 곡작업을 했었으며, 2009년 앨범《Loso's Way》를 발매했다.